# Tephrosia sengaensis
Tephrosia sengaensis är en ärtväxtart som beskrevs av Baker f.. Tephrosia sengaensis ingår i släktet Tephrosia och familjen ärtväxter. Inga underarter finns listade i Catalogue of Life.